# Margi (Sprache)
Das Margi, Selbstbezeichnung màrgyí, ist eine um die Stadt Isge (auf Margi ə́zə̀gə̀), die ca. 100 km südlich von Maiduguri im Nordosten Nigerias liegt, gesprochene Sprache. Das Margi gehört zur Familie der Tschadischen Sprachen und dort zur Untergruppe der Biu-Mandara-Sprachen. Obwohl die Sprache damit ein Glied der afroasiatischen Sprachfamilie bildet, teilt sie nur noch wenige grammatische Merkmale dieser Familie, besitzt z. B. weder grammatisches Genus noch Ablaut, weshalb ihre Zugehörigkeit früher in Frage gestellt wurde. Die genetische Klassifikation des Margi stützt sich vor allem auf das Lexikon.
Eine mit dem Margi eng verwandte Sprache ist das Kilba.

## Lautsystem
Das Margi verfügt über eine relativ große Anzahl von Konsonantenphonemen:
|                      | Labiale | Dentale | Sibilanten | Laterale | vordere Palatale | hintere Palatale | Velare | Glottale |
| -------------------- | ------- | ------- | ---------- | -------- | ---------------- | ---------------- | ------ | -------- |
| stimmlose Plosive    | p       | t       | ts         |          | c                | ky               | k      | ʔ        |
| stimmhafte Plosive   | b       | d       | dz         |          | j                | gy               | g      |          |
| Implosive            | ɓ       | ɗ       |            |          |                  |                  |        |          |
| stimmlose Frikative  | f       |         | s          | ɬ        | š                | xy               | x      |          |
| stimmhafte Frikative | v       |         | z          | ɮ        | ž                | γy               | γ      |          |
| Nasale               | m       | n       |            |          | ny               |                  | ŋ      |          |

Dazu kommen l, r, w, y, ʔw, ʔy.
Mit vielen anderen tschadischen Sprachen teilt das Margi das Vorhandensein von Implosiven und lateralen Frikativen.
Laut Hoffmann (siehe „Literatur“) ist zwischen rein vokalischem Anlaut und Anlaut mit ʔ + Vokal zu unterscheiden.

### Konsonantencluster
Zahlreiche Konsonantenverbindungen können am Wortanfang stehen. Bei einigen oder allen dieser Gruppen könnte erwogen werden, sie als eigene Phoneme zu betrachten. Insbesondere kommen folgende Verbindungen vor:
Konsonant + w:
- gwà „eintreten“
- mwál „Freund“
- ŋwà „Gesicht“

Nasal + Konsonant:
- mbà „binden“
- mtə̀ „sterben“
- ŋgyə̀ „brennen“
- mcìr „Nase“
- mɬàgə̀ „Herr, Besitzer“
- mnyà „Mund“
- ŋkwà „Mädchen“

Labial + Konsonant:
- bdàgə̀ „Tal“
- bzə́r „Kind“
- ptə́l „König, Häuptling“
- pcə̀ „waschen“

### Vokale
Das Margi unterscheidet im Wesentlichen vier Vokale: a, i, u, ə.
Seltener und vor allem in Fremdwörtern kommen auch e und o vor.
Das Phonem u klingt nach Palatalen wie ü.

### Ton
Das Margi ist eine Tonsprache mit zwei Registern: hoch (á) und tief (à). Daneben kommt auch ein tief-hoch-steigender Ton (ǎ) vor. Vielfach unterscheiden sich Vokabeln allein im Ton, z. B.:
- fá „Jahr“ – fà „Bauernhof“
- sá „sich verlaufen“ – sà „trinken“

### Kontextform
In bestimmten Fällen verändert sich die Aussprache eines Wortes, sobald ihm im Satzkontext ein weiteres Wort folgt:
(1) -ə nach Palatalvokal wird im Kontext ununterscheidbar von -i:
- cə́ „sprechen“, im Kontext cí
- ŋkyə̀ „bezahlen“, im Kontext ŋkyì
- ʔyə̀ „tun“, im Kontext ʔì

(2) Auslautendes -i fällt in einem Teil der Wörter im Kontext ab. Dies betrifft insbesondere das Suffix -árì des bestimmten Artikels (im Kontext -ár).

## Personalpronomina
Die Personalpronomina des Margi kennen keinen Geschlechtsunterschied, insbesondere auch nicht in der 3. Person Singular entsprechend dem deutschen „er“ vs. „sie“. Dafür gibt es drei verschiedene Formen, die unserer 1. Person Plural entsprechen. In der 1. Person Singular gibt es einen signifikanten Unterschied zwischen der isolierten und der Kontextform.
Man unterscheidet selbständige Personalpronomina und zwei Serien von Suffixen.
|                          | selbständig | Suffix 1    | Suffix 2   |
| ------------------------ | ----------- | ----------- | ---------- |
| 1.sg. „ich“, isoliert    | nàyə̀        | -yə́         | -ɗà        |
| 1.sg. „ich“, Kontextform | nì          | -í          | -ɗà        |
| 2.sg. „du“               | nàgə̀        | -gə̀ ~ -gə́   | -ŋə̀ ~ -ŋə́  |
| 3.sg. „er, sie“          | nàjà        | -já         | -nyì ~ nyí |
| 1.pl. „ich+du“           | nàmà        | -mà ~ -má   | -mà        |
| 1.pl. „ich+ihr“          | nàmə̀r       | -mə̀r ~ -mə́r | -mə̀r       |
| 1.pl. „ich+andere“       | nàʔyà       | -ʔyà ~ ʔyá  | -ʔyà       |
| 2.pl. „ihr“              | nànyì       | -nyì ~ -nyí | -nyì       |
| 3.pl. „sie“              | nàndà       | -ndà ~ -ndá | -ndà       |

### Selbständige Pronomina
Die selbständigen Pronomina werden isoliert oder in Subjektsfunktion verwendet.

### Suffixe 1
Suffixe der Serie 1 werden verwendet:
(1) in bestimmten Fällen als Possessivsuffix, dazu siehe unten.
(2) als postponiertes Subjekt. In diesem Fall haben die Suffixe Polarton (hoch nach vorangehendem Tiefton, tief nach vorangehendem Hochton), nur die Suffixe der 1.sg. und 3.sg. sind grundsätzlich hochtonig.
(3) nach Konjunktionen wie də́ „und, dass“, kə̀ (Subjunktiv), mà „wenn“. Dabei ist nach kə̀ und mà grundsätzlich kein Hochton zu beobachten, auch nicht bei den Suffixen der 1.sg. und 3.sg.:
- d-í „und ich“
- də́-gə̀ „und du“
- də́-já „und er/sie“
- ky- „dass ich“
- kə̀-g- „dass du“
- kə̀-j- „dass er/sie“
- mì „wenn ich“
- mà-gə̀ „wenn du“
- mà-jà „wenn er“

### Suffixe 2
Suffixe der Serie 2 werden verwendet:
(1) in bestimmten Fällen als Possessivsuffix, dazu siehe unten.
(2) als Objektsuffixe am Verb.

## Substantiv
Ein grammatisches Geschlecht existiert nicht.

### Plural
Eine Handvoll Substantive verfügt über echte, stark unregelmäßige Pluralformen, darunter:
- mdə̀ „Mensch“ – mjì „Leute“
- sál „Mann“ – šílí „Männer“
- màlà „Frau“ – màxyìɗì „Frauen“
- bzə́r „Kind, Sohn“ – ŋúšá „Kinder“

Andere Substantive können ein Pluralsuffix -ʔyàr annehmen:
- ndə̀r „Wort“ – ndə̀rʔyàr „Wörter“
- fá „Jahr“ – fáʔyàr „Jahre“

Dieses Suffix ist aber optional und wird nicht in allen Fällen gesetzt, wo inhaltlich ein Plural gemeint ist.
Das Pluralsuffix steht hinter Adjektiven und Possessivsuffixen:
ŋwám-ɗá-ʔyàr
Schwester-mein-PLURAL
„meine Schwestern“

## Adjektiv
Das Adjektiv folgt seinem Bezugswort:
- bzə́r kùšù „Kind klein“, d. h. „ein kleines Kind“
- kákádə̀ bə̀lìn „Buch neu“, d. h. „ein neues Buch“

Das Adjektiv kann die Pluralendung -ʔyàr annehmen, aber auch redupliziert werden, um eine Pluralbedeutung anzuzeigen:
- kákádə̀ bə̀lìnbə̀lìn „neue Bücher“

## Demonstrativum
Demonstrativa werden dem Substantiv nachgestellt:
- mdə̀ kə̀ „dieser Mensch“
- mdə̀ tà „jener Mensch“

## Bestimmter Artikel
Der bestimmte Artikel besteht aus einem Suffix -árì (im Kontext -ár), der an das Substantiv bzw., wenn diesem noch ein Attribut folgt, an das Attribut gehängt wird. Der Artikel wird mit einem auslautenden Vokal kontrahiert. Beispiele:
- wù „Baum“ – wǎrì „der Baum“
- mə̀lmə̀ „Dorf“ – mə̀lmárì „das Dorf“
- màlà „Frau“ – màlárì „die Frau“
- cédè „Geld“ – céděrì „das Geld“
- sál „Mann“ – sálárì „der Mann“
- ʔímí „Wasser“ – ʔímyárì „das Wasser“
- ndə̀r „Wort“ – ndə̀rárì „das Wort“
- kú „Ziege“ – kwárì „die Ziege“

Der Artikel wird nicht in allen Fällen verwendet, wo im Deutschen ein bestimmter Artikel stehen würde. Näheres zur Funktion ist nicht bekannt.

## Possession

### Übersicht
In jedem Fall steht zuerst das Possessum und dann der Possessor. Die genaue Konstruktion richtet sich nach der speziellen Natur der Possession. Eine Markierung des Possessors, entsprechend dem deutschen Genitiv, gibt es grundsätzlich nicht.
Es sind vier verschiedene inhaltliche Arten der Possession zu unterscheiden. Die Ausdrucksmittel sind jeweils verschieden, je nachdem ob der Possessor nominal, pronominal singularisch oder pronominal pluralisch ist. Die folgende Tabelle enthält für jede der sich so ergebenden Kombinationen ein Beispiel:
|                                  | ohne Possessor | + nominaler Possessor                | + pronominaler Possessor im Singular | + pronominaler Possessor im Plural    |
| -------------------------------- | -------------- | ------------------------------------ | ------------------------------------ | ------------------------------------- |
| inalienabel, Körperteil          | kə́r „Kopf“     | kə́r-á mdə̀ „der Kopf des Menschen“    | kə́r-á-jà „sein(sg.) Kopf“            | kə́r-á-ndà „ihr(pl.) Kopf; ihre Köpfe“ |
| inalienabel, Personenbezeichnung |                | də́-ny-á mdə̀ „der Vater des Menschen“ | də́-nyí „sein Vater“                  | də́-r-ndà „ihr Vater“                  |
| Besitz eines Gegenstandes        | ə́ntə̀m „Topf“   | ə́ntə̀m gə́ mdə̀ „der Topf des Menschen“ | ə́ntə̀m gə́-ndà „sein Topf“             | ə́ntə̀m-ə̀r-ndà „ihr Topf“               |
| abstrakte Possession             | šíší „Haar“    | šíší-r mdə̀ „Menschenhaar“            |                                      |                                       |

Einige Zellen der Tabelle bleiben leer: Begriffe wie də́- „Vater“ werden nie ohne Possessor verwendet; die abstrakte Possession kommt mit pronominalem Possessor kaum vor.

### Inalienable Possession, Körperteil
Als inalienable Possession gilt zunächst der Besitz von Körperteilen. In diesem Fall wird an das Possessum das Suffix -á angefügt. Die Konstruktion lautet also Possessum + -á + Possessor. Der Possessor hat die Form entweder eines Nomens oder eines Possessivsuffixes der Serie 1 (siehe oben). Vor dem Suffix -á treten einige triviale Stammveränderungen auf. Das Possessivsuffix hat generell Tiefton, nur in der 1.sg. und 3.sg. hat es bedingten Hochton: Der Hochton wird nur in der Kontextform realisiert, also wenn noch ein Wort folgt, sonst gilt auch hier Tiefton. Beispiele:
- kə́r „Kopf“ – kə́rá-yə̀ (Kontextform kə́rá-yí) „mein Kopf“ – kə́rá-gə̀ „dein Kopf“ – kə́rá-jà (Kontextform kə́rá-já) „sein/ihr Kopf“ – kə́rá-ndà „ihre Köpfe“ – kə́rá bzə́r „der Kopf des Jungen“
- lì „Auge“ – lyá-yə̀ „mein Auge“ – lyá Mádə̀ „das Auge von Made (Name)“
- ɗàxə̀ „Stimme“ – ɗàxá-yə̀ „meine Stimme“ – ɗàxá ŋkwà „die Stimme des Mädchens“
- ŋwà „Gesicht“ – ŋwá-yə̀ „mein Gesicht“

Abgesehen vom Besitz von Körperteilen kann man diese Possessivkonstruktion auch in einigen anderen Fällen einsetzen, wie:
- kàdzàŋ-á-jà „seine Wahrheit“, d. h.: „er hat Recht“
- ʔódìkùr-á-ndà „ihre Vielheit“, d. h.: „viele von ihnen“, „die meisten von ihnen“

### Inalienable Possession, Personenbezeichnung
Die Possession mit Verwandtschaftsbegriffen wie „Vater“ oder „Mutter“ kann ebenfalls als inalienabel gelten, wird aber grammatisch anders bezeichnet. Als Possessivsuffix erscheint in diesem Fall ein Suffix der Serie 2. Die Suffixe des Plurals können nicht direkt an das Substantiv treten, sondern werden durch ein Element -r- vermittelt. Der Ton des Possessivsuffixes ist meist tief, im Singular fallweise aber auch hoch.
Der nominale Possessor erfordert wie beim Besitz von Körperteilen ein Suffix -á am Possessum, allerdings muss dieses zusätzlich ein Possessivsuffix der 3. Person enthalten.
- də́-ɗá „mein Vater“ – də́-ŋə́ ~ də́-ŋ „dein Vater“ – də́-nyí „sein Vater“ – də́-r-ndà „ihr(pl.) Vater“ – də́-ny-á Xámàn „der Vater von Haman(Name)“, wörtlich: „sein Vater(, der von) Haman“. Der Stamm də́- „Vater“ wird nie ohne Suffix benutzt.

Auch das Wort mwál „Freund“ wird in dieser Hinsicht wie ein Verwandtschaftsbegriff behandelt:
- mwál-ɗà „mein Freund“ – mwál-ŋə̀ ~ mwálə́ŋ̀ „dein Freund“ – mwál-nyì „sein Freund“ – mwál-ə́r-ndà „ihr(pl.) Freund“

### Besitz von Gegenständen
Beim Besitz von Gegenständen, einschließlich Kindern, steht zwischen Possessum und nominalem Possessor die Partikel gə́:
- tágú gə́ Xámàn „das Pferd von Haman(Name)“
- bzə́r gə́ Xámàn „der Sohn von Haman“

Die Konstruktion mit pronominalem Possessor ist etwas kompliziert. Wenn dieser pluralisch ist, so steht dasselbe Element -r-, das auch bei der Possession von Verwandtschaftsbegriffen verwendet wird. Wenn der pronominale Possessor singularisch ist, so steht gə́-, jedoch muss dann eine Form des Suffixes verwendet werden, die normalerweise den Plural bezeichnet: die Formen lauten demnach gə́yà „mein“, gə́nyì „dein“, gə́ndà „sein, ihr“. Alternativ kann „mein“ in selteneren Fällen auch durch das Suffix 1.sg. der Serie 2 ausgedrückt werden:
- kú gə́-yà oder kú-ɗà „meine Ziege“ – kú gə́-nyì „deine Ziege“ – kú gə́-ndà „seine Ziege“ – kú-r-nyì „eure Ziege“ – kú-r-ndà „ihre(pl.) Ziege“

### Abstraktes Possessionsverhältnis
Ein Possessionsverhältnis in einem abstrakteren Sinne wird ausgedrückt, indem an das Possessum eine Endung -r angehängt wird:
- ʔímí-r sà „Wasser des Trinkens“ = „Trinkwasser“
- látə́-r yàmáɗə́ „Zeit der Kälte“ = „kalte Zeit“
- ə́ntə̀m-ə̀r mə̀mə̀ „Topf des Honigs“ = „ein Topf mit Honig“
- mdə̀-r màrgyí „Mensch von Margi“ = „eine Margi-Person, ein Margi“

Eine Variante mit pronominalem Possessor kommt hier aus inhaltlichen Gründen kaum vor.

### Spezialfälle
Das Wort tə́kə́m „alle“ kann unmittelbar von einem Nomen oder Suffix gefolgt werden:
- tə́kə́m-ndà „alle von ihnen“
- tə́kə́m mjì „alle von den Leuten“ = „alle Leute“

ɬə́m „Name“ wird vor pronominalem Possessor wie ein Verwandtschaftsbegriff behandelt, vor nominalem Possessor steht -r:
- ɬə́m-ə́ŋ „dein Name“
- ɬə́m-ə́r sál kə́ „der Name dieses Mannes“

## Verb

### Tonklassen
Verben können nur drei Tonverläufe haben: durchgängig tief, durchgängig hoch, oder steigend. Beispiele für ein-, zwei- und dreisilbige Verben jeder der drei Tonklassen finden sich in der folgenden Tabelle.
|          | einsilbig      | zweisilbig           | dreisilbig          |
| -------- | -------------- | -------------------- | ------------------- |
| tief     | sà "trinken"   | sə̀nì "wissen         | ɬə̀ɮə̀ɓə̀ "lernen"     |
| hoch     | sə́m „essen“    | kə́ɓə́ „jmdn. treffen“ | lúkwáʔyá „lösen“    |
| steigend | və̌l „springen“ | γànyí „schlafen“     | ŋgùšíná „auslachen“ |

In der unten näher erläuterten Form mit a-Präfix werden die meisten, aber nicht alle der tieftonigen Verben hochtonig; insofern könnte man die tieftonigen Verben nochmals in zwei Subklassen unterteilen.

### Verbalformen
Der Verbalstamm des Margi ist relativ unveränderlich. Neben dem Verbalstamm gibt es nur noch die erwähnte Form mit a-Präfix, die bei manchen Verben Tonveränderungen des Stammes mit sich bringt. Ansonsten werden die verschiedenen Tempora ausschließlich durch vor- oder nachgestellte Partikeln gebildet.

### Infinitiv
Der reine Stamm hat die Funktion eines Infinitivs und kann auch wie ein Nomen übersetzt und konstruiert werden:
- mtə̀ „sterben; Tod“
- γyǐ „stehlen“ – mdə̀-r γyǐ „Mensch des Stehlens“ = „Dieb“

Vergleichbar dem Deutschen oder Englischen wird der Infinitiv häufig mit der Präposition gà „zu“ verbunden:
nì àyí gà cíbá kákádə̀yàr kə̀
ich will zu zählen Bücher dies
„ich will diese Bücher zählen“

### Imperativ
Der reine Stamm fungiert auch als Imperativ des Singulars. Im Plural wird eine Endung -amə̀ (auch -am̀ gesprochen) angefügt:
- sə́m „iss!“ – sə́mámə̀ „esst!“
- sà „trink!“ – sàmə̀ „trinkt!“
- wì „lauf!“ – wyàmə̀ „lauft!“
- γànyí „schlaf!“ – γànyámə̀ „schlaft!“

Ist ein Objektsuffix vorhanden, so folgt die Pluralendung erst dahinter:
- skə̀-ɗà „warte auf mich!“ – skə̀-ɗàmə̀ „wartet auf mich!“

### Aorist
Wenn man den reinen Verbalstamm mit einem Subjektsuffix kombiniert, entsteht ein Tempus, das als „Aorist“ bezeichnet wird. Dieses ist aber nicht produktiv und wird vor allem in einigen festen Wendungen gebraucht:
- lə̀mà gə́ rá „wohin bist du gegangen?“ (das Verb lə̀mà bedeutet „wohin gehen?“, rá ist eine Fragepartikel)

### Progressiv
Der Progressiv entspricht funktional etwa dem englischen present progressive oder past progressive. Er hat die Form Subjekt + ə́və̀r + Verbalstamm:
- yàmáɗ ə́və̀r psə́ „der Wind weht (gerade)“

Ein pronominales Subjekt kann entweder als vorangestelltes Pronomen oder als Subjektsuffix ausgedrückt werden:
- ní və̀r wì ~ ə́və̀r wì yə́ „ich laufe (gerade)“ (wì „laufen“)
- nàg ə́və̀r wì ~ ə́və̀r wì gə́ „du läufst (gerade)“
- nàj ívə̀r[4] wì ~ ə́və̀r wì já „er/sie läuft (gerade)“

### Narrativ
Der Narrativ ist ein Erzähltempus der Vergangenheit. Er hat die Form Subjekt + gà + Verb. Die Verwendung von Subjektsuffixen ist nicht möglich.
- nì gà wì „ich lief“
- nì g ùlə̀ „ich sah“ (-a wird vor u- ausgestoßen)
- íšáɗə́ gà lì „das Eichhörnchen kam heraus“ (lì „herauskommen“)

### Form mit a-Präfix
Einige Tempora bauen nicht auf dem Grundstamm auf, sondern auf einer Form mit a-Präfix. Isoliert hat diese Form keine Bedeutung. Ihre Bildung ist wie folgt:
- Alle Verbalstämme mit Hoch- oder Steigton behalten ihren Ton. Einige Verbalstämme mit Tiefton behalten ebenfalls ihren Ton, die meisten werden jedoch hochtonig.
- Dem Verbalstamm wird ein Präfix a- vorangestellt. Dieses hat umgekehrten Ton wie die 1. Silbe des Verbalstammes, ist also tieftonig vor Hochton und hochtonig vor Tiefton.
- Wenn das Verb vokalisch beginnt, geht das a- in dem Vokal auf, sein Ton allerdings bleibt erhalten.

Beispiele:
- sà „trinken“ → àsá (tieftoniger Stamm wird hochtonig, das Präfix ist daher tieftonig)
- ɗə̀ŋà „denken“ → àɗə́ŋá (entsprechend bei zweisilbigem Verb)
- ùlə̀ „sehen“ → ùlə́ (kontrahiert aus zu erwartendem *àúlə́)
- šìlí „kommen“ → ášìlí (steigtonige Verben behalten grundsätzlich ihren Tonverlauf)
- máy „gehen“ → àmáy (hochtonige Verben behalten grundsätzlich ihren Tonverlauf)
- wì „laufen“ → áwì (dieses Verb gehört zu denjenigen tieftonigen Verben, die ihren Ton behalten)
- ìndà „sitzen“ → índà (kontrahiert aus *áìndà; auch dieses Verb behält seinen Tiefton)

### Präsens
Das Präsens hat die Struktur Subjekt + Verbform mit a-Präfix. Wenn das Subjekt pronominal ist, kann es alternativ auch als Subjektsuffix ausgedrückt werden:
- nì áwì ~ áwì yə́ „ich laufe“
- n índà ~ índà yə́ „ich sitze“

### Futur
Ein Futur bildet man mit dem Präsens von rà, ursprünglich einem Verb für „gehen“, gefolgt vom Verbalstamm:
- nì àrá wì ~ àrá wì yə́ „ich werde laufen“
- mjì àrá skə́-ndà „die Leute werden auf sie(pl.) warten“ (skə́ = „(er)warten“)

### Perfekt
Das Perfekt hat die Struktur Subjekt + Verbform mit a-Präfix + Suffix -rì (Kontextform -r). Auch hier kann alternativ ein Subjektsuffix gebraucht werden, und zwar folgt dieses dann auf das Suffix -r.
- nì áwì-rì ~ áwì-r yə́ „ich bin gelaufen“
- n índà-rì ~ índà-r yə́ „ich habe gesessen“

Das Verb və̌l „springen“ zeigt im Perfekt einen volleren Stamm və̀lə́:
- nì ávə̀lə́-rì „ich bin gesprungen“

Viele Verben bilden ihr Perfekt vorzugsweise nicht vom einfachen Stamm, sondern von einer Suffixerweiterung. Dies ist offenbar zu vergleichen mit den Aspektpaaren slawischer Sprachen, müsste für das Margi aber noch genauer untersucht werden. So existiert neben hə̀ „nehmen“ ein erweiterter Stamm hə̀rì mit perfektiver Konnotation, etwa „wegnehmen“, und das Perfekt wird vorzugsweise von diesem gebildet: nì àhə́rə́-rì „ich habe (weg)genommen“.

### Subjunktiv
Der Subjunktiv hat die Strukturformel kə̀ + Suffixpronomen + Verbform mit a-Präfix. Er steht in Wünschen, Befehlen, Finalsätzen etc.:
- k-y-áwì „ich möge laufen; dass ich laufe“
- kə̀-j-áwì „er möge laufen; dass er läuft“
- nì àyə́ kə̀-m-àmáy „ich will, dass wir gehen“

## Präpositionen
Das Margi verfügt über Präpositionen, auf die entweder Nomina oder Suffixpronomina folgen können. Die einzelnen Präpositionen unterscheiden sich im Detail darin, wie Suffixpronomina angebunden werden. Außerdem gibt es normalerweise zu jeder Präposition noch ein Präpositionaladverb, das im Falle des Bezugs auf Nichtbelebtes verwendet wird, ganz ähnlich wie es im Deutschen heißt „er“ – „mit ihm“, aber „es“ – „damit“.
Einige häufige Präpositionen sind:
- àgá „mit, und“ – àgá-yə́ „mit mir“ – àgá-gə̀ „mit dir“ – àgá-já „mit ihm/ihr“ – àgá-ndà „mit ihnen“ – àgárì „damit“
- àrá „bei“ – àrá-yə̀ „bei mir“ – àrá-gə̀ „bei dir“ – àrá-jà „bei ihm/ihr“ – àrá-ndà „bei ihnen“ – àdí „dabei“
- ár „auf“ – ár-yə́ „auf mir“ – ár-gə̀ „auf dir“ – ár-já „auf ihm/ihr“ – ár-ndà „auf ihnen“ – àdí „darauf“
- də́ „mit, durch“ – də́-yə́ „durch mich“ – də́-gə̀ „durch dich“ – də́-já „durch ihn/sie“ – də́-ndà „durch sie“ – də́rí „dadurch“
- ànə́ „zu, für, (Dativ)“ – ànə́-ɗà „mir“ – ànə́-ŋə̀ „dir“ – ànə́-nyì „ihm/ihr“ – ànə́-ndà „ihnen“

## Syntax

### Grundwortstellung
Die Grundwortstellung des Margi lautet Subjekt – Verb – Objekt. Das Subjekt ist entweder ein Nomen oder ein Pronomen. Wenn das Subjekt pronominal ist, kann es in vielen Fällen, abhängig vom Tempus des Verbs, nicht nur durch ein vorangestelltes Subjektspronomen, sondern auch durch ein dem Verb nachgestelltes Subjektsuffix bezeichnet werden. In den Fällen, wo sowohl ein vorangestelltes Subjektspronomen als auch ein Subjektsuffix in Frage kommen, besteht ein subtiler Funktionsunterschied zwischen den beiden Konstruktionen, der etwas mit dem logischen Gewicht der einzelnen Satzglieder zu tun zu haben scheint, aber noch näher untersucht werden müsste.

### Objekt
Das Objekt steht hinter dem Verb:
nì àʔí ɬə́r
ich tue Arbeit
„ich arbeite“ (ʔyə̀ „tun“)
Das pronominale Objekt wird durch ein Pronominalsuffix der Serie 2 bezeichnet. Der Ton des Suffixes ist generell meist tief. Nur die Suffixe der 2.sg. und 3.sg. erhalten dann, wenn die Silbe davor auch Hochton hat, selbst einen bedingten Hochton: Der Hochton wird nur in der Kontextform realisiert, also wenn noch ein Wort folgt. Beispiele:
- nàj àŋá-ɗà „er ruft mich“
- nàj àŋá-ŋə̀ (oder àŋáŋ̀) „er ruft dich“
- nàj àŋá-nyì „er ruft ihn/sie“

Im Perfekt folgen die Objektsuffixe unmittelbar dem Verbalstamm:
- àŋá-ɗà-r já „er hat mich gerufen“
- àŋá-ŋə́-r já „er hat mich gerufen“
- àŋá-nyí-r já „er hat ihn/sie gerufen“

### Dativ
Der Dativ wird grundsätzlich durch die Präposition ànə́ markiert. Der pronominale Dativ wird entweder durch ànə́ + Suffix bezeichnet, oder aber auch nur durch die einfachen Objektsuffixe. In letzterem Fall entfällt der Unterschied zwischen „mich“ und „mir“ etc.:
gə́r-ɗà ʔímí-r sà
holen-mir Wasser-von trinken
„hol mir Trinkwasser!“
Bei nominalem Dativ steht ànə́ + Nomen und häufig noch zusätzlich ein Objektspronomen:
ná-ny kákádə̀ kə̀ ànə́ Fàlí
gib-ihm Buch dies zu Fali
„gib Fali(Name) dieses Buch!“

### Nichtverbalsatz
Substantive, Adjektive oder Adverbialien können als Prädikat dienen, ohne dass wie im Deutschen eine Kopula nötig wäre:
nì kə́láŋ̀gá
ich krank
„ich bin krank“
ndə̀r kə̀ jìrì
Wort dies wahr
„dieses Wort ist wahr“
nàjà màlà gə́ ɬàmà
sie Frau von Lama
„sie ist die Frau von Lama“
nàj ívə̀
er(nàjà) zu-Hause
„er ist zu Hause“
Wie im Verbalsatz besteht auch hier die Möglichkeit, ein pronominales Subjekt durch ein Subjektssuffix auszudrücken:
- ívə̀ já „er ist zu Hause“
- màrgyí-yə́ „ich bin ein Margi“
- màrgyí-gə̀ „du bist ein Margi“
- màrgyí-já „er ist ein Margi; sie ist eine Margi“

### Negation
Die meisten Sätze kann man negieren, indem die Negation mày „nicht“ ans Satzende gestellt wird:
- nàj áwì „er läuft“ – nàj áwì mày „er läuft nicht“
- nì àrá wì „ich werde laufen“ – nì àrá wì mày „ich werde nicht laufen“
- ʔímí áʔì „es gibt Wasser“ (áʔì „es gibt“) – ʔímí áʔì mày „es gibt kein Wasser“
- gə̀là gə́yà „mein Gedanke“, d. h.: „ich glaube ja“ – gə̀là gə́yà mày „ich glaube nicht“

Einige Tempora erfordern jedoch eine spezielle Form der Verneinung. Dies sind einerseits der Narrativ und das Perfekt, die ein gemeinsames negatives Tempus mittels der Partikel ndà bilden:
- nì gà wì „ich lief (Narrativ)“ – nì áwìrì „ich bin gelaufen (Perfekt)“ – nì ndà wì mày „ich lief nicht“
- nì ndà ŋábá mày „ich habe nicht verstanden“

Und andererseits der Imperativ:
- wì „lauf!“ – sá gə̀ ská wì (mày) „dass du nicht läufst; damit du nicht läufst; laufe nicht!“

### Fragesätze
Satzfragen markiert man durch eine Partikel yà am Satzende:
ívə̀ já yà
zuhause er FRAGE
„ist er zu Hause?“
Sätze mit Wortfragen haben am Ende meist eine Partikel rá:
wà ɬə́m-ə́ŋ rá
wer Name-dein FRAGE
„wie heißt du?“
úmwár dáwdà rá
wo Dawda FRAGE
„wo ist Dawda(Name)?“
Vielfach werden für Wortfragen relativische Konstruktionen verwendet, was hier nicht näher dargestellt werden kann:
mì ŋə́ də́ nd àgú rá
was RELATIV dass sie wollen FRAGE
„was ist es, das sie wollen?“ = „was wollen sie?“

## Wortschatz
Einige Elemente aus dem Grundwortschatz:
| Auge   | lì     |
| drei   | mákə̀r  |
| eins   | páɬə́   |
| essen  | sə́m    |
| Frau   | màlà   |
| fünf   | ntə̀fə̀  |
| geben  | ná     |
| gehen  | máy    |
| groß   | də̀gàl  |
| gut    | mə́nágə̀ |
| Hand   | tsí    |
| hören  | ŋà     |
| Mann   | sál    |
| Mund   | mnyà   |
| Name   | ɬə́m    |
| sagen  | nə̀     |
| sehen  | ùlə̀    |
| vier   | fwàɗə̀  |
| Wasser | ʔímí   |
| wissen | sə̀nì   |
| zwei   | mə̀ɬə̀   |